# Dowerin
Dowerin è una città situata nella regione di Wheatbelt, in Australia Occidentale; essa si trova 156 chilometri a est di Perth ed è la sede della Contea di Dowerin. Al censimento del 2006 contava 352 abitanti.